# Oxytropis moellendorffii
Oxytropis moellendorffii är en ärtväxtart som beskrevs av Carl Maximowicz. Oxytropis moellendorffii ingår i släktet klovedlar, och familjen ärtväxter. Inga underarter finns listade i Catalogue of Life.